# Alina Roß
Alina Roß (* 2. Dezember 2000 in Neustrelitz) ist eine deutsche Voltigiererin. Sie wurde 2021 Deutsche Meisterin. Außerdem gewann sie die Silbermedaille bei den Junioren-Europameisterschaften 2018.

## Leben
Alina Roß begann bereits in jungen Jahren mit dem Voltigiersport. Durch ihre Eltern, die früher selbst im Reitsport aktiv waren, kam sie schon früh mit Pferden in Berührung.
Im Jahr 2016 wechselte sie zum RFT Verein Krumke e.V., wo sie bis Ende 2018 im Juniorteam Krumke voltigierte. Mit dem Team wie auch im Einzel gewann sie mit Pferd DSP San Zero die Silbermedaille bei den Deutschen Jugendmeisterschaften 2018 in München.    Seit 2019 ist sie Mitglied im Championatskader Voltigieren.                                                                                                        Mittlerweile voltigiert sie für ihren Heimatverein SG Groß Quassow und wird longiert von ihrem Vater Volker Roß. Zusammen mit Pferd Baron R, der im Privatbesitz der Familie ist, gewannen sie 2021 den Deutschen Meistertitel in Verden. Roß wird trainiert von Daniel Kaiser, ehemaliger erfolgreicher Voltigierer.

## Berufliches
Nach dem Abitur 2019 am Gymnasium Carolinum in Neustrelitz begann Roß im September 2020 ihre Ausbildung im mittleren Dienst an der Fachhochschule Güstrow zur Polizeimeisterin und ist seither Mitglied der Sportfördergruppe der Landespolizei Mecklenburg-Vorpommern.

## Erfolge
(Quelle:)
- Weltmeisterschaften
  - 2021, Budapest: Rang 7 mit DSP San Zero, Longenführerin: Marion Schulze
- Deutsche Meisterschaften
  - 2019, Alsfeld: Rang 4 mit DSP San Zero, Longenführerin: Marion Schulze
  - 2021, Verden: Gold mit Baron R, Longenführer: Volker Roß
- Platzierungen bei internationalen Turnieren (CVI/CVIO)
  - 2019, Leipzig: Rang 2 mit DSP San Zero, Longenführerin: Marion Schulze
  - 2019, Ermelo: Rang 4 mit DSP San Zero, Longenführerin: Marion Schulze
  - 2019, Ebreichsdorf: Rang 5 mit DSP San Zero, Longenführerin: Marion Schulze
  - 2019, Wiesbaden: Rang 2 mit Newmix, Longenführerin: Marion Schulze
  - 2019, Flyinge: Rang 1 mit DSP San Zero, Longenführerin: Marion Schulze
  - 2019, Aachen:  Rang 4 mit DSP San Zero, Longenführerin: Marion Schulze
  - 2020, Leipzig: Rang 7 mit DSP San Zero, Longenführerin: Marion Schulze
  - 2021, Aachen: Rang 3 mit DSP San Zero, Longenführerin: Marion Schulze

## Pferde
- Baron R (* 2010), Oldenburger Rappwallach, Vater: Bordeaux 28, Muttervater: Ritual[6]
- DSP San Zero (* 2005), brauner Deutsche Sportpferde Wallach, Vater: Samba Hit I, Muttervater: Sekurit[7]
- Newmix (* 2007), brauner Wallach, Vater: Newtime, Muttervater: Colman[8]
- Domani 27 (* 2007), Mecklenburger Fuchswallach, Vater: Don Akzentus, Muttervater: Anrit[9]